# Paraclinus tanygnathus
Paraclinus tanygnathus är en fiskart som beskrevs av Richard H. Rosenblatt och Parr, 1969. Paraclinus tanygnathus ingår i släktet Paraclinus och familjen Labrisomidae. IUCN kategoriserar arten globalt som livskraftig. Inga underarter finns listade i Catalogue of Life.